# Saint-Christophe-sur-Roc
Saint-Christophe-sur-Roc là một xã trong tỉnh Deux-Sèvres trong vùng Nouvelle-Aquitaine ở phía tây nước Pháp. Xã này nằm ở khu vực có độ cao trung bình 105 mét trên mực nước biển.
Saint-Christophe-sur-Roc có khoảng cách 17 km về phía bắc Niort và 23 km về phía tây nam của Parthenay.
Các xã giáp ranh:
- Champdeniers-Saint-Denis
- Cherveux
- La Chapelle-Bâton